# Sassano
Sassano es una localidad y comune italiana de la provincia de Salerno, región de Campania, con 5.070 habitantes.

## Evolución demográfica
| Gráfica de evolución demográfica de Sassano entre 1861 y 2001 |
|                                                               |
| Fuente ISTAT - elaboración gráfica de Wikipedia               |

## Personas destacadas
- Matías Calandrelli: famoso filólogo y profesor universitario italo-argentino.